# Eurípidés
Eurípidés (taky Euripidés či Euripides, řecky Εὐριπίδης) (asi 480 př. n. l., Salamis – 405 př. n. l., Pella) byl starořecký dramatik, klasik tragédie, básník a filozof. Zpracoval tradiční mýty originálním způsobem, s vynikající znalostí psychologie, čímž je odkrýván duševní svět hrdinů, hlavně žen. Jejich emoce nakonec hlavní postavu zcela pohltí. Ve své tvorbě byl dost inovativní, kritizoval aktuální problémy v Athénách – postavil se proti tradičním morálním a náboženským představám, za témata her mu sloužily politika, kultura atd.

## Život
Pocházel z bohaté rodiny, byl všestranně vzdělaný. Podle raného antického životopisu jeho otci prorokovala věštba, že syn zvítězí v závodech, a tak ho směroval k atletice. Eurípidés jako mladík prý poměrně úspěšně zápasil, ale nakonec se rozhodl pro soutěže dramatické, navzdory tomu, že jeho literární pokusy v soutěžích nedocházely dobrého ohlasu. Poprvé vystoupil na scénu v roce 455 př. n. l. s tragédiií Péliovy dcery. V soutěži zvítězil až v roce 442, za svůj život pak získal prvenství jen čtyřikrát nebo pětkrát. S nepřízní kritiky a svých současníků zápasil do konce života –  jeho velkým oponentem byl Sofoklés, vždy mnohem úspěšnější u kritiky i publika, Aristofanés ho ve svých hrách přímo zesměšňoval (i ve slavných Žabách, krom toho např. v Acharňanech či Ženách o Thesmoforiích).
Oblíbeným terčem žertů byl jeho soukromý život: dvakrát se oženil a obě ženy (Melité a Choiriné) mu prý byly nevěrné. I to byl asi důvod, proč byl považován za misogyna, ba misantropa. Měl tři syny.  Žil v ústraní, vyhledával samotu, zejména ve své oblíbené jeskyni na Salamíně. Zde napsal většinu svých tragédií. Ústrky a posměch ho prý přiměly v závěru života odejít z Athén a přijmout pozvání makedonského krále Archeláa, aby působil na jeho dvoře. Zde však zemřel za kuriózních okolností: když se vracel z hostiny u krále, napadli ho psi a roztrhali ho. Podle mínění Makedonců šlo o řízený útok z Athén od jeho nepřátel, a proto také do Athén nevydali jeho mrtvé tělo a pohřbili ho v Makedonii.
Údaje z tohoto životopisu ovšem mnozí zpochybnili. Podle alternativních údajů se v mládí nevěnoval atletice, ale tanci. Zabýval se i filozofií, jeho učitelem a přítelem  měl být Anaxagorás. Jeho hry obdivoval Sókratés.  Se Sofoklem nebyli prý zdaleka takoví rivalové, ale byli spíše přátelé. Smrt na dvoře krále Archeláa v Pelle se zdá však jistá.

## Dílo
Eurípidés uzavřel vývoj řecké tragédie, ovlivnil novodobé drama. Z 92 her se v celku zachovalo pouze 18 tragédií a 1 satyrské drama.  Bohové jeho dramat jednají jako smrtelníci, ale jejich vlastnosti jsou znásobeny. Bohové také jednají mezi obyčejnými smrtelníky. Jeho postavy jsou realistické, jejich prostřednictvím kladl před diváky problémy a otázky, které vyzývaly k přemýšlení. Ve svých tragédiích šířil myšlenky, které mu vštípili Anaxagorás, Prótagorás a Prodikos. Proto bývá nazýván scénickým filozofem (φιλόσοφος σκηνής).
Hlavní hrdinkou bývá žena. V Eurípidových hrách nemají zodpovědnost za vývoj společnosti bozi, ale lidé. Bozi také často vystupují jako negativní postavy. Poprvé se ve hrách objevují otroci. K nejslavnějším hrám patří Médeia. Ačkoli je z ní cítit Euripidův odpor k ženám, zároveň je hra považována za jeden z prvních manifestů volajících po osvobození ženy.

### Seznam dochovaných her
- Alkéstis (438) – tragédie s prvky satiry
- Médeia (431) – nejznámější dílo, plavba Iasóna Argonautů pro zlaté rouno. Vypráví o ženě, která kvůli lásce zradí i rodinu a posléze je sama zrazena… Dostupné online
- Hérakleovci (c. 430) – politické drama
- Hippolytos (428) – tragédie
- Andromaché (c. 425) – tragédieSocha Euripida v Louvre
- Hekabé (c. 424) – tragédie

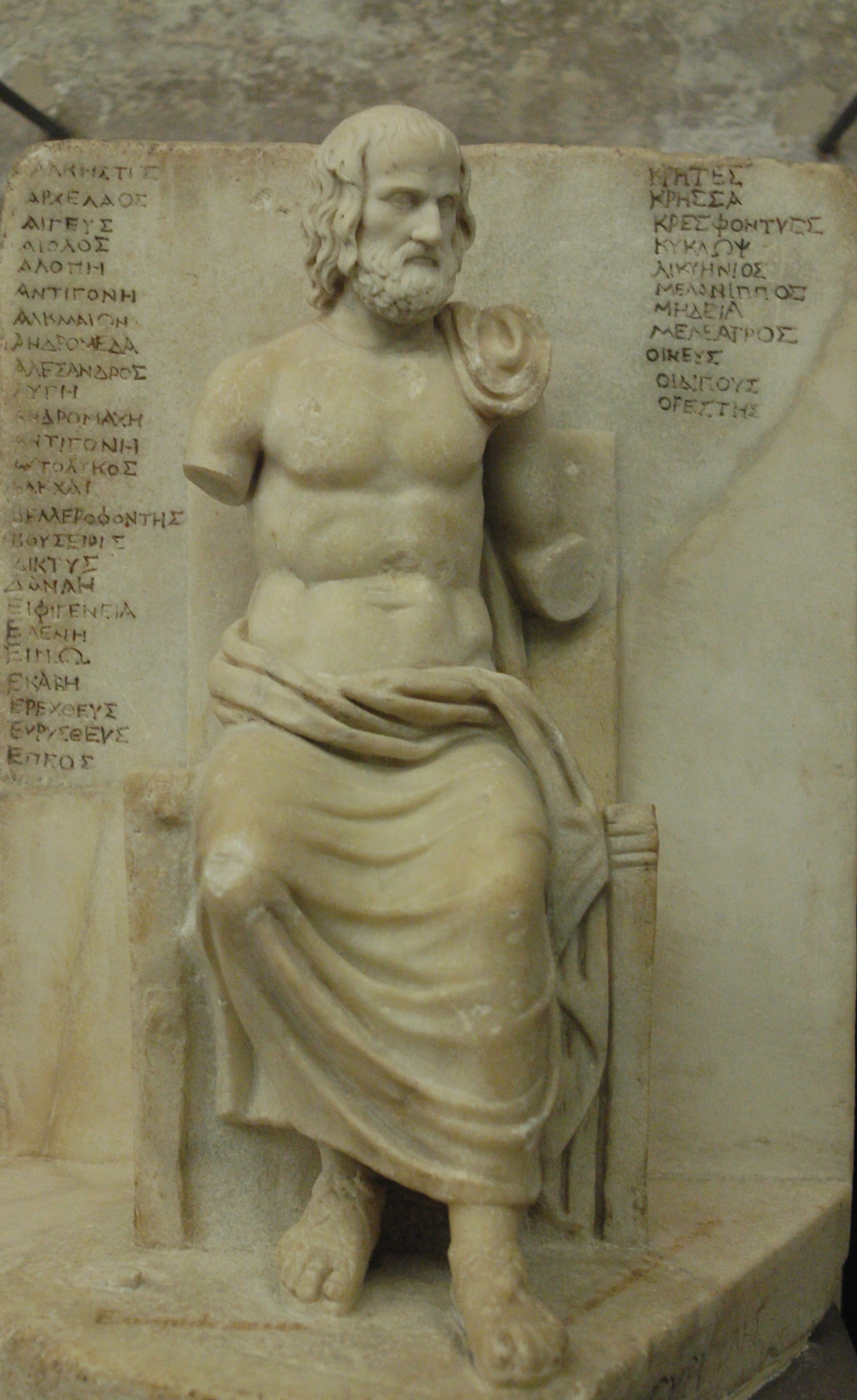
Socha Euripida v Louvre

- Prosebnice (c. 423) – politické drama
- Élektra (c. 420) – tragédie
- Kyklóp (mezi 420–415?) – jediné kompletně dochované satyrské drama. Dostupné online
- Héraklés (c. 416) – tragédie. Dostupné online
- Trójanky (415) – tragédie
- Ífigeneia v Tauridě (c. 414) – romantické drama; její život v Artemidině háji
- Ión (414) – romantické drama. Dostupné online
- Helena (412) – romantické drama
- Foiničanky (c. 410) – tragédie
- Orestés (408) – tragédie
- Bakchantky (405) – tragédie; uvedeno posmrtně
- Ífigeneia v Aulidě (405) – tragédie; uvedeno posmrtně

- Rhésos – pochází z pozdější doby, Euripidovi připisováno neprávem